# Cristelo Covo
Cristelo Covo is een plaats (freguesia) in de Portugese gemeente Valença en telt 847 inwoners (2001).

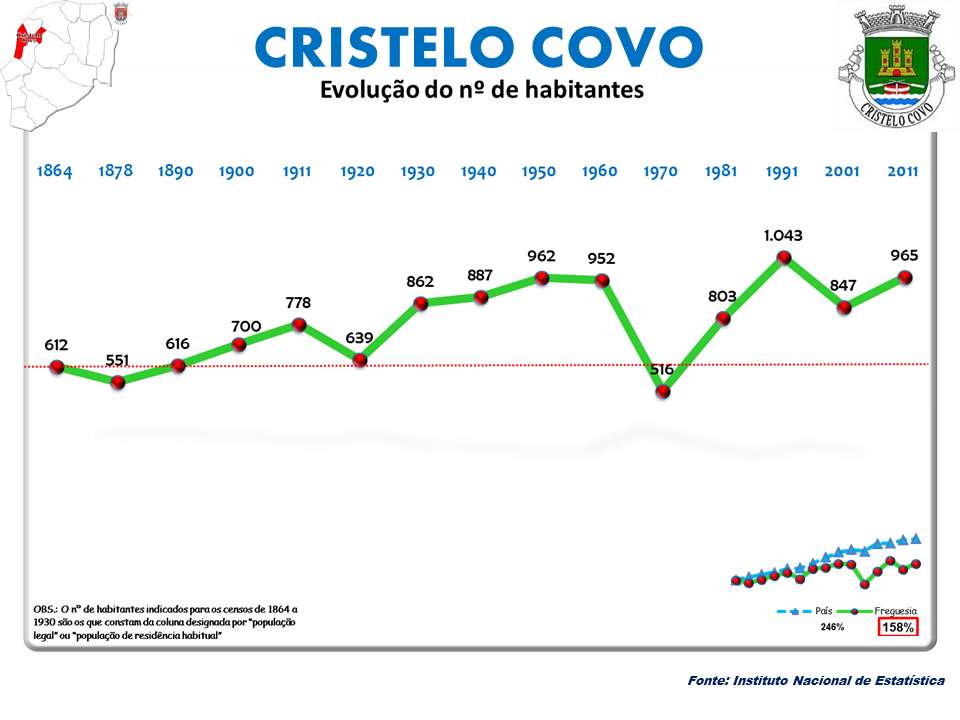
Bevolkingsontwikkeling tussen 1864 en 2011